# Batalla de las Lomas de San Lorenzo
La Batalla de las Lomas de San Lorenzo fue una acción militar emprendida el 15 de abril de 1867 en las Lomas de San Lorenzo, población cercana a Toluca, Estado de México. Los combatientes conservadores eran dirigidos por Leonardo Márquez al mando de los generales Johann Carl Khevenhüller y Alphons Ed Von Kodolich.

## Batalla
Debido al asedio impuesto por Porfirio Díaz a la ciudad de Puebla, Márquez salió rumbo a esa población para auxiliar la plaza, al enterarse de esto Díaz convocó a una junta de guerra que decidió dar un contundente asalto y tomar la plaza en un ataque, acto que se verificó en la Batalla del 2 de abril. Tras esto el ejército conservador desanduvo sus pasos en una precipitada huida siendo perseguido violentamente por las victoriosas tropas del general oaxaqueño, el objetivo de los conservadores y austriacos era llegar a la Ciudad de México y fortificarse ahí.

Acabamos de tomar por asalto la plaza, el Carmen y demás puntos fortificados que el enemigo tenía en esta ciudad, quitándole un numeroso tren de artillería y un depósito abundante de parque. Don Mariano Trujeque, Don Febronio Quijano y otros veinte Jefes y Oficiales traidores fueron hechos prisioneros y fusilados con arreglo a la ley.

Una parte de la guarnición enemiga se ha refugiado en los Cerros de Guadalupe y Loreto, en espera del auxilio que trae Don Leonardo Márquez, y éste, según los informes de mis exploradores, pernoctó ayer en San Nicolás con una División de tres o cuatro mil hombres y diez y ocho piezas de artillería. Aún no puedo decir a usted las operaciones que me propongo ejecutar, pero sí me creo en aptitud de asegurarle, que los cerros sucumbirán y Márquez será batido si no regresa luego que sepa el revés que sufrieron sus cómplices. En uno u otro caso, muy pronto estaré sobre el Valle para acudir en auxilio del Ejército del Norte o emprender sobre México, según mejor convenga.

Sírvase usted poner lo expuesto en el conocimiento del C. Presidente de la República, asegurándole de nuevo las seguridades de mi respeto.
Porfirio Díaz

Guadalupe Hidalgo (1), mayo 3 de 1867.
Sr. D. Matías Romero, etc., etc.
Washington.
Mi querido amigo:
Cuando estaba yo sitiando a Puebla, supe que Márquez marchaba a atacarme con 5,000 hombres sacados de la ciudad de México.
Debo confesar sencillamente que al principio dudé sobre qué camino debía yo tomar; si el de levantar el sitio y marchar a encontrar a Márquez, o esperar su llegada, o asaltar inmediatamente la ciudad.
Me decidí a lo último. El buen éxito favoreció el ímpetu de nuestras tropas, que sin la educación necesaria y movidas solamente por su gran valor, asaltaron las fortificaciones y tomaron las líneas de defensa con el mejor éxito a pesar del nutrido fuego de fusilería y de las granadas de mano que se nos arrojaban de los balcones y de las azoteas.
Cuando las trincheras habían sido tomadas, los defensores de las casas, temerosos de que fuesen cortados o se les atacase por la retaguardia, las abandonaron, cayendo prisioneros muchos de ellos.

Los cerros inmediatos estaban todavía en poder del enemigo pero la guarnición que los defendía se rindió el día 4.
Porfirio Díaz

Márquez se fortificó en esta población tras la derrota sufrida a manos de los republicanos en la Batalla del 2 de abril en Puebla de los Ángeles, debido a la orden terminante de Porfirio Díaz al coronel Jesús Lalanne para que este, con su fuerza de mil hombres detuviera la precipitada fuga de Márquez, orden que cumplió a cabalidad a pesar de sufrir enormes perdidas, esto dio la oportunidad al resto del ejército republicano dar alcance a Márquez y comenzar a batirlo de inmediato. Luis Alatorre, comandante liberal, persiguió a Márquez desde Puebla por órdenes de Porfirio Díaz, y la madrugada del 14 de abril logró alcanzarlo y derrotarlo. La batalla tuvo consecuencias para las fuerzas liberales, que al mando de Díaz tomaron la Ciudad de México el 15 de junio, y para los conservadores, ya que su jefe, Márquez, huyó a Cuba, donde murió en 1913.

Tengo la satisfacción de participar a usted para que se sirva elevarlo al superior conocimiento del C. Presidente de la República, que habiendo logrado Márquez esquivar un combate decisivo en la Hacienda de San Lorenzo, lo he perseguido de cerca en la mañana de hoy, con la primera División de caballería de este ejército, que manda el C. General Manuel Toro (1), y una División de la misma arma, del Ejército de operaciones sobre Querétaro, que a las órdenes del C. General Amado Antonio Guadarrama, se me había incorporado anoche. El enemigo abandonó, para lograr salvarse, sesenta y dos carros de municiones y otros efectos, y habiendo sido alcanzado en el Puente de San Cristóbal, se vio obligado después de varios combates a dejar en nuestro poder su tren de artillería, parque, municiones y multitud de muertos y heridos y doscientos prisioneros (2); no habiendo podido seguir su marcha con más de una cuarta parte de su fuerza. Continuó la persecución por el camino de Texcoco, y creo que no llegarán a México más de los Jefes, Oficiales y el Cuerpo de Austriacos mercenarios, que por estar bien montados arribarán hoy mismo a dicha capital.

Lo que me complazco en comunicar a usted para su conocimiento y fines consiguientes, con protesta de mi distinguido aprecio.
Porfirio Díaz

- Datos: Q5723226